# Daisy Betts
Daisy Betts (1 de fevereiro de 1982) é uma atriz australiana e fez sua estréia na televisão na NBC na série Persons Unknown, como Janet Cooper, a proprietária de um centro de atendimento em São Francisco e mãe solteira de Megan de cinco anos de idade.
Mais recentemente, ela apareceu no filme Shutter, junto com Rachael Taylor e Joshua Jackson, e completou as filmagens do filme independente australiano Caught Inside, que será lançado em setembro de 2010. Betts também estrelou em Peta.